# Gastronomia del Conflent
La cuina del Conflent tracta sobre el menjar i les begudes típics de la cuina conflentina.
El Conflent és una comarca a cavall entre l'alta muntanya de la Cerdanya i la plana del Rosselló. Ell mateix es divideix entre l'Alt Conflent, una zona agresta de clima mediterrani-interior i d'ocupació ramadera; i el Baix Conflent, una zona de conreu al voltant del riu Tet que constitueix l'horta de la comarca i concentra la producció de fruïta. Aquest riu rega la ribera, on es troba els ametllers i presseguers. El sistema de recol·lecció de pluja que cobreix el Canigó hi fa el mateix per als arbres fruiters que seuen a les seues faldes. A la solana domina el secà, que en canvi no sol disposar de regadiu i, per tant, predomina la vinya i l'olivera.
És, doncs, una comarca de transició entre la cuina mediterrània i mediterrània de muntanya. Així es troba un gran ús d'embotit i fruita, formatge i hortalissa. És de destacar les escoles de cuina catalana a Illa de Tet, a la frontera entre el Conflent i el Rosselló, que han educat cuiners a tot el país.
A continuació es detalla els elements més destacables de la gastronomia d'aquesta comarca:

## Bunyetes
La bunyeta és un producte artesanal típic de totes les comarques nord-orientals. És una pasta seca fina i de forma rodona, espolsada de sucre. Es compra de fleques durant pasqua.

## Coca
La coca es pot trobar fins i tot als supermercats de la comarca, i sol ser dolça, amb crema o xocolate.

## Altres plats típics
- allioli[1]

## Begudes típiques
Els vins del Conflent es concentren a la solana més oriental, al voltant d'Arboçols, i formen part d'una zona viticultora molt més estesa compartida amb el Rosselló i la Fenolleda. Tot plegat, la indústria està en declivi i el nombre de vinyes en conreu ha descendit des de la darreria del segle xx.

## Ingredients bàsics
- Verdures: Patata, tomàquet, pastanaga, pebrot, ceba.
- Fruites: Préssec, nectarina, albercoc, raïm, poma.
- Aviram: Pollastre.
- Carn: Porc, xai.
- Peix: Truites de riu del riu Tet.
- Ametlla de la plana de Vinçà.[1]
- Mel de Mosset.[1]